# فيرنر كراوس (سياسي)
فيرنر كراوس (بالألمانية: Werner Krauss)‏ (و. 1900 – 1976 م) هو مقاوم عسكري، وباحث في الرومانسية، وسياسي، ومؤرخ أدبي، وأستاذ جامعي، وناقد أدبي من ألمانيا، وألمانيا الشرقية، ولد في شتوتغارت، كان عضوًا في أكاديمية ساكسون للعلوم (منذ 31 ديسمبر 1951)، وأكاديمية ساكسون للعلوم (14 فبراير 1949–31 ديسمبر 1951)، والأكاديمية الألمانية للعلوم في برلين، توفي في برلين، عن عمر يناهز 76 عاماً.

## التعليم
تعلم في Eberhard-Ludwigs-Gymnasium ‏
.

## جوائز
حصل على جوائز منها:
- Hervorragender Wissenschaftler des Volkes  [لغات أخرى]‏ (1965)
- Friedrich Engels Prize of the Academy of Sciences of the GDR  [لغات أخرى]‏ (1960)
- الجائزة الوطنية لجمهورية ألمانيا الديمقراطية
- وسام الاستحقاق الوطني الذهبي